# Borsubarsenid
Borsubarsenid ist eine chemische Verbindung des Bors aus der Gruppe der Arsenide. In der Literatur wird häufig der mehrdeutige Name Borarsenid verwendet.

## Gewinnung und Darstellung
Borsubarsenid kann durch pyrolytische Zersetzung von Diboran und Arsenwasserstoff oberhalb von 920 °C gewonnen werden.

## Eigenschaften
Borsubarsenid besteht aus Bor-Ikosaedern mit dazwischenliegenden As2-Gruppen, weist  einen Bandabstand von 3,47 eV auf und wird ausgehend von einem Substrat auf Siliciumcarbid gezüchtet.
Bei Raumtemperatur weist Borsubarsenid  eine sehr hohe Wärmeleitfähigkeit λ von über 2 kW/(m·K) auf, was ungefähr der Wärmeleitfähigkeit von Diamant entspricht.